# Asilus peticus
Asilus peticus är en tvåvingeart som beskrevs av Walker 1849. Asilus peticus ingår i släktet Asilus och familjen rovflugor. Inga underarter finns listade i Catalogue of Life.